# Avril 1941 (guerre mondiale)
Chronologie de la Seconde Guerre mondiale
Mars 1941 - Avril 1941 -  Mai 1941
- 3 avril :
  - Rommel reprend Benghazi.

- 5 avril :
  - A Moscou un traité d'amitié et de non-agression est signé entre l'Union des républiques socialistes soviétiques et le royaume de Yougoslavie

- 6 avril : 
  - En réaction à la signature du traité d'amitié et de non-agression entre l'Union soviétique et le royaume de Yougoslavie les forces allemandes, italiennes hongroises et bulgares envahissent la Yougoslavie, et la Grèce. La Yougoslavie est démantelée en sept régions, que s'octroient vainqueurs et voisins.

- 9 avril :
  - La première division blindée allemande brise le front sur la route Sofia-Belgrade, la deuxième division blindée allemande s’empare de Salonique.

- 10 avril : 
  - Proclamation de l'État indépendant de Croatie.
  - Le Groenland est occupé par les États-Unis.

- 11 avril :
  - Déclaration du maréchal Pétain : « L'honneur nous commande de ne rien entreprendre contre nos anciens alliés ».
  - Les troupes Britanniques évacuent la Cyrénaïque.
  - Début du siège de Tobrouk

- 12 avril : 
  - Reddition de Belgrade.

- 13 avril : 
  - L'empire du Japon et l'URSS signent un pacte de non-agression.
  - Entrée des troupes allemandes dans Belgrade.

- 14 avril :
  - L'Afrikakorps atteint la frontière égyptienne.
  - Le réseau de résistance français Alliance est rattaché à l'Intelligence Service britannique.

- 16 avril : 
  - Violent raid aérien sur Londres.

- 17 avril : 
  - Capitulation du royaume de Yougoslavie.
  - Un gouvernement d'exil est formé à Londres.

- 18 avril
  - Guerre anglo-irakienne

- 19 et 20 avril : 
  - Violents raids aériens sur Londres.

- 23 avril : 
  - Le gouvernement grec est évacué en Crète.

- 24 avril : 
  - Début de l'évacuation du Corps expéditionnaire britannique en Grèce vers la Crète et le royaume d'Égypte.

- 27 avril : 
  - Athènes est occupée par des troupes allemandes. Le drapeau allemand flotte sur l'Acropole. Les troupes britanniques rembarquent.